# AS-202
AS-202 est une des missions du programme spatial Apollo. C'est un vol inhabité. Contrairement à ce que laisserait supposer son code de désignation, la mission AS-202 est la troisième mission du programme Apollo ; les missions AS-202 et AS-203 ayant été interverties pour des raisons techniques.

## Objectifs
Il s'agit d'évaluer à nouveau les performances de l'équipement de l'étage S-IVB dans les conditions proches de celles d'un vol orbital.
Et, à la différence des deux premières missions, il s'agit également de tester la tour de sauvetage, le module de commande et de service (voir photo des derniers préparatifs), les systèmes de communications et le bouclier thermique de la capsule Apollo, lors de la phase de retour.

## Déroulement
Le lancement se déroule sans aucun incident le 25 août 1966. Deux minutes et demi après le décollage, et alors que la fusée a atteint une altitude de 58,2 km, le premier étage est largué. Le second étage prend alors le relais pendant sept minutes et demi puis est abandonné à son tour, à une altitude de 777,5 km. Le moteur du module de service est alors allumé pendant trois minutes et demi.
Un second allumage a lieu 25 minutes plus tard et dure une minute et demi, suivi dix secondes plus tard de deux autres allumages, cette fois de trois secondes chacun. Le vaisseau CSM 011 se trouve alors sur une trajectoire d'apogée 1142,9 km sans pour autant être mis sur orbite. 
S'amorce alors le retour sur terre : le module de commande est séparé du module de service et rentre dans l'atmosphère à la vitesse de 8 690 m/s. Les parachutes sont alors déployés et l'engin amerrit (à 380 km du point prévu). Il est récupéré par le porte-avions Hornet, celui-là même qui, trois ans plus tard, récupérera les premiers hommes ayant marché sur la Lune (Apollo 11 et 12).
Les tests ayant été jugés concluants, il est décidé que le prochain vol serait habité et appelé Apollo 1, mais cette mission a tourné au drame. Le vol suivant a été inhabité et baptisé Apollo 4, il se déroula en février 1967 avec la Saturn V.

## Exposition du module de commande
Le module de commande de AS-202 est actuellement exposé sur le porte-avions qui l'a récupéré, devenu Musée de l'USS Hornet, celui-ci étant amarré à Alameda, dans la baie de San Francisco.